# Castaway Diva
Castaway Diva (hangul: 무인도의 디바) (bra: Diva à Deriva) é uma série de televisão sul-coreana de 2023 dirigida por Oh Choong-hwan, escrita por Park Hye-ryun e Eun Yeol, e estrelada por Park Eun-bin, Kim Hyo-jin, Chae Jong-hyeop, Cha Hak-yeon e Kim Joo-hun. Ela estreou na tvN  entre 28 de outubro a 3 de dezembro de 2023, e foi ao ar todos os sábados e domingos às 21h20 (KST), totalizando 12 episódios. Também está disponível para em plataformas de streaming, com a Netflix, mas somente em regiões selecionadas.

## Sinopse
Seo Mok-ha (Park Eun-bin) é uma garota que sonha em se tornar uma diva, ou uma idol de K-pop. Ela vence uma competição da UCC e vai a Seul para uma audição, mas fica presa em uma ilha desabitada devido a um infeliz acidente e só retorna ao mundo após 15 anos.
Além da tenacidade (e sorte) necessária para ter sobrevivido sozinha em uma ilha deserta por 15 anos, há também uma outra subtrama na série envolvendo tópicos como a violência doméstica, como escapar dela e conseguir viver uma vida feliz com pessoas não tóxicas.

## Elenco

### Principal
- Park Eun-bin como Seo Mok-ha[10]
  - Lee A-Rin como Seo Mok-ha criança
  - Lee Re como Seo Mok-ha jovem[11]

Uma garota que sonha em fazer uma audição para se tornar uma diva de K-pop.
- Kim Hyo-jin como Yoon Ran-joo[12]
  - Han Da-in como Yoon Ran-joo criança
  - Son Ye-rin como Yoon Ran-joo jovem

Uma linda estrela e diva que Mok-ha idolatra.
- Chae Jong-hyeop como Kang Bo-geol/Jung Ki-ho[13]
  - Moon Woo-jin como o Kang Bo-geol jovem/Jung Ki-ho jovem[14]

Colega de escola de Mok-ha que agora é produtor do departamento de entretenimento da YGN.
- Cha Hak-yeon como Kang Woo-hak/Jung Chae-ho[3]
  - Kang Tae-ung como Kang Woo-hakjovem/ Jung Chae-ho

Irmão mais velho de Bo-geol e repórter da YGN.

### De apoio

#### Família de Bo-geol e Woo-hak
- Seo Jeong-yeon como Song Ha-jeong/Yang Jae-kyung[14]

Mãe de Woo-hak e Bo-geol que dirige um salão de cabeleireiro.
- Lee Joong-ok como Kang Sang-du/Lee Uk[15]

Pai adotivo de Woo-hak e Bo-geol.

#### RJ Entertainment
- Kim Joo-hun como Lee Seo-joon[16]

Ex-empresário de Ran-joo, que atualmente é CEO da RJ Entertainment.
- Bae Gang-hee como Eun Mo-rae[14]

A cantora mais popular da RJ Entertainment.
- Shin Joo-hyup como Park Yong-gwan[14]

Braço direito de Seo-joon e empresário de Mo-rae na RJ Entertainment.

#### Time do Nth Primetime
- Kim Bo-jung como Hong Yeon-kyung[14]

Produtor principal do 'Nth Primetime'.
- Yoon Jeong-hoon como Ahn Dong-min[17]

Diretor assistente do 'Nth Primetime'.

#### Pessoas na Ilha Chunsam
- Lee Seung-joon como Jung Bong-wan[14]

O pai de Ki-ho e Chae-ho, que é policial na delegacia.
- Kim Min-seok como Han Dae-woong[18]

Um corretor de seguros e colega de classe de Mok-ha antes de ela cair em um acidente na ilha desabitada.
- Oh Kyung-hwa como Moon Young-ju[14]

Melhor amiga de Mok-ha e esposa de Dae-woong.
- Lee Yoo-joon como Seo Jeong-ho[14]

O pai de Mok-ha, que dirige um restaurante de peixe cru.

#### Pessoas ao redor de Yoon Ran-joo
- Song Kyung-cheol como Hwang Byung-gak[19]
  - Kim Min-soo como Hwang Byung-gak jovem

CEO da Sugar Entertainment, antiga empresa de entretenimento de Yoon Ran-joo
- Moon Sook como Go San-hee[19]
  - Yang Seoyoon como Go San-hee, de 20 anos
  - Woo Hyun-zoo como Go San-hee, de 50 anos

Mãe de Yoon Ran-joo que se identifica como filha de Yoon por causa de sua condição.
- Kang Myung-joo como dona de bar

### Estendido
- Oh Ji-hye como Dra. Kim
- Oh Eui-sik como repórter Bong Du-hyeon
- Park Mi-sook como Cha Mi-hye

Uma estilista popular que trabalhou com Yoon Ran-joo e Eun Mo-rae
- Min Sung-Wook como promotor Lee Ji-Gwang

## Produção

### Desenvolvimento
A série marcou a terceira colaboração entre o diretor Oh Choong-hwan e a roteirista Park Hye-ryun depois de  terem trabalhado em While You Were Sleeping (2017) e Start-Up (2020). A Star News informou que o drama esteve em discussão para ser lançado no horário de sábado e domingo da tvN, no segundo semestre de 2023.

### Gravação
Em 9 de março de 2023, foi relatado que a série havia terminado sua primeira leitura do roteiro em 8 de março em Seul e que começaria a ser filmada em breve. No dia 30 de outubro de 2023, todas as filmagens da série foram finalizadas e na tarde do dia 2 de novembro, um "after-party" foi feito em um restaurante em Yeouido, Seul.

## Trilha sonora

### Álbum de trilha sonora
O álbum de trilha sonora da série foi lançado em 5 de dezembro de 2023. Ele alcançou a posição número 30 na parada semanal de álbuns do Circle Chart em 6 de janeiro de 2024.
| Disc 1         |                                              |                                                        |                                                         |                |         |  |
| N.º            | Título                                       | Letras                                                 | Música                                                  | Artista        | Duração |  |
| 1.             | "Someday"                                    | Taibian                                                | Taibian, Coda                                           | Park Eun-bin   | 3:53    |  |
| 2.             | "Fly Away"                                   | Song Yang-ha, Kim Jae-hyun, Vlue                       | Song Yang-ha, Kim Jae-hyun, Vlue                        | Park Eun-bin   | 3:04    |  |
| 3.             | "Someday, Someway" (지금 우리 멀어진다 해도) | Han Kyung-soo                                          | Han Kyung-soo, Choi Min-joon, Lee Jung-woo              | Park Eun-bin   | 3:56    |  |
| 4.             | "Night and Day" (그날 밤; Acoustic Ver)      | 20 Years Of Age                                        | 20 Years Of Age                                         | Park Eun-bin   | 3:22    |  |
| 5.             | "Night and Day" (그날 밤; Contest Ver)       | 20 Years Of Age                                        | 20 Years Of Age                                         | Park Eun-bin   | 3:47    |  |
| 6.             | "Mint"                                       | Taibian                                                | Taibian, Kim Jung-woo (TOXIC)                           | Park Eun-bin   | 3:49    |  |
| 7.             | "Here I am"                                  | Song Yang-ha, Kim Jae-hyun                             | Song Yang-ha, Kim Jae-hyun, Cha Joon-hee                | Park Eun-bin   | 3:22    |  |
| 8.             | "Open Your Eyes"                             | Han Ji-soo, Kim Hye-kwang, Choi Sang-un, Kim Hong-joon | Kim Hye-kwang, Kim Hong-joon, Choi Sang-un, Bigguyrobin | Park Eun-bin   | 4:09    |  |
| 9.             | "Until The End"                              | 20 Years Of Age                                        | 20 Years Of Age                                         | Park Eun-bin   | 3:17    |  |
| 10.            | "Dream Us" (Acoustic Ver)                    | Taibian                                                | Taibian                                                 | Park Eun-bin   | 3:54    |  |
| 11.            | "Dream Us" (Original Ver)                    | Taibian                                                | Taibian                                                 | Park Eun-bin   | 4:04    |  |
| Duração total: | Duração total:                               | Duração total:                                         | Duração total:                                          | Duração total: | 40:37   |  |

| Disc 2         |                                                                     |                                    |                                    |                  |         |  |
| N.º            | Título                                                              | Letras                             | Música                             | Artista          | Duração |  |
| 1.             | "Rest" (쉼표)                                                       | Lee Mu-jin                         | Lee Mu-jin                         | Lee Mu-jin       | 3:41    |  |
| 2.             | "Butterfly" (나비)                                                  | Han Kyung-soo, Lee Do-hyung (AUG)  | Han Kyung-soo, Lee Do-hyung (AUG)  | Young K (Day6)   | 4:08    |  |
| 3.             | "Icarus" (이카루스)                                                 | Taibian                            | Taibian, CHKmate                   | Dino (Seventeen) | 3:32    |  |
| 4.             | "Night and Day" (그날 밤)                                           | 20 Years Of Age                    | 20 Years Of Age                    | Jung Seung-hwan  | 3:02    |  |
| 5.             | "We Are" (우리는)                                                   | Taibian                            | Taibian, Bark                      | The Boyz         | 3:16    |  |
| 6.             | "My Days"                                                           | Kim Min-seok                       | MeloMance                          | MeloMance        | 3:28    |  |
| 7.             | "I'll Pray For You"                                                 | Lee Do-hyung (AUG), Park Jung-joon | Park Jung-joon, Lee Do-hyung (AUG) | Kassy            | 3:11    |  |
| 8.             | "Voyage" (항해)                                                     | Lee Ki-hwan                        | Lee Ki-hwan                        | Winter           | 4:15    |  |
| 9.             | "You're leaving like the season" (너는 계절처럼 멀어져 가네)        | Lee Ki-hwan                        | Lee Ki-hwan, Moon Ssi (KIPLE)      | Sandeul          | 4:27    |  |
| 10.            | "Rest" (쉼표; Inst.)                                                |                                    | Lee Mu-jin                         |                  | 3:41    |  |
| 11.            | "Butterfly" (나비; Inst.)                                           |                                    | Han Kyung-soo, Lee Do-hyung (AUG)  |                  | 4:08    |  |
| 12.            | "Icarus" (이카루스; Inst.)                                          |                                    | Taibian, CHKmate                   |                  | 3:32    |  |
| 13.            | "Night and Day" (그날 밤; Inst.)                                    |                                    | 20 Years Of Age                    |                  | 3:02    |  |
| 14.            | "We Are" (우리는; Inst.)                                            |                                    | Taibian, Bark                      |                  | 3:16    |  |
| 15.            | "My Days" (Inst.)                                                   |                                    | MeloMance                          |                  | 3:28    |  |
| 16.            | "I'll Pray For You" (Inst.)                                         |                                    | Park Jung-joon, Lee Do-hyung (AUG) |                  | 3:11    |  |
| 17.            | "Voyage" (항해; Inst.)                                              |                                    | Lee Ki-hwan                        |                  | 4:15    |  |
| 18.            | "You're leaving like the season" (너는 계절처럼 멀어져 가네; Inst.) |                                    | Lee Ki-hwan, Moon Ssi (KIPLE)      |                  | 4:27    |  |
| Duração total: | Duração total:                                                      | Duração total:                     | Duração total:                     | Duração total:   | 1:06:00 |  |

| Disc 3         |                                                                   |                                          |                                          |                |         |  |
| N.º            | Título                                                            | Letras                                   | Música                                   | Artista        | Duração |  |
| 1.             | "Pluto" (명왕성)                                                  | 20 Years Of Age                          | 20 Years Of Age                          | Shin Joo-hyop  | 3:31    |  |
| 2.             | "The Witches"                                                     | Taibian                                  | Taibian, Bark                            | Uluv           | 3:16    |  |
| 3.             | "Love Time"                                                       | Taibian                                  | Taibian, Coda                            | Lily           | 3:21    |  |
| 4.             | "Picasso" (피카소)                                                | Taibian, Stainboys, Kim Jung-woo (TOXIC) | Taibian, Stainboys, Kim Jung-woo (TOXIC) | Moony          | 3:26    |  |
| 5.             | "Like today is our last day" (마지막 날처럼; Acoustic Ver)        | Taibian                                  | Taibian, Dr.Ba$$                         | Uluv           | 3:31    |  |
| 6.             | "Like today is our last day" (마지막 날처럼; Original Ver)        | Taibian                                  | Taibian, Dr.Ba$$                         | Uluv           | 3:31    |  |
| 7.             | "Pluto" (명왕성; Inst.)                                           |                                          | 20 Years Of Age                          |                | 3:31    |  |
| 8.             | "The Witches" (Inst.)                                             |                                          | Taibian, Bark                            |                | 3:16    |  |
| 9.             | "Love Time" (Inst.)                                               |                                          | Taibian, Coda                            |                | 3:21    |  |
| 10.            | "Picasso" (피카소; Inst.)                                         |                                          | Taibian, Stainboys, Kim Jung-woo (TOXIC) |                |         |  |
| 11.            | "Like today is our last day" (마지막 날처럼; Acoustic Ver; Inst.) |                                          | Taibian, Dr.Ba$$                         |                | 3:31    |  |
| 12.            | "Like today is our last day" (마지막 날처럼; Original Ver; Inst.) |                                          | Taibian, Dr.Ba$$                         |                | 3:31    |  |
| Duração total: | Duração total:                                                    | Duração total:                           | Duração total:                           | Duração total: | 41:12   |  |

| Disc 4         |                              |         |  |
| N.º            | Título                       | Duração |  |
| 1.             | "Overtune For band"          | 1:54    |  |
| 2.             | "Green Light"                | 1:33    |  |
| 3.             | "For To do"                  | 2:51    |  |
| 4.             | "Nice Morning"               | 1:46    |  |
| 5.             | "Into The Fog"               | 2:33    |  |
| 6.             | "Dream Island"               | 3:20    |  |
| 7.             | "Fell Piano Sus"             | 3:23    |  |
| 8.             | "Just Kidding Sorry"         | 2:12    |  |
| 9.             | "Dull Boy"                   | 2:06    |  |
| 10.            | "Sacred Bowl"                | 3:22    |  |
| 11.            | "Don't Try To Hide It"       | 2:20    |  |
| 12.            | "Honey In The Hive"          | 2:04    |  |
| 13.            | "A Habor In A Temple"        | 2:43    |  |
| 14.            | "Pure Girl"                  | 2:19    |  |
| 15.            | "Limitless Promise"          | 3:08    |  |
| 16.            | "Love Heals"                 | 2:06    |  |
| 17.            | "Grape Gummy"                | 2:48    |  |
| 18.            | "Time Of Love" (연애의 시간) | 3:21    |  |
| 19.            | "Rabbit Fairy In The Moon"   | 2:14    |  |
| 20.            | "Vacant House"               | 1:44    |  |
| 21.            | "Mess Of Lines"              | 2:21    |  |
| 22.            | "Living Island"              | 2:42    |  |
| 23.            | "Remember Me"                | 3:21    |  |
| 24.            | "If We Meet Again"           | 2:51    |  |
| 25.            | "Uninhabited Island"         | 2:03    |  |
| 26.            | "Someday Soon Again"         | 2:29    |  |
| 27.            | "The Forest Of Angels"       | 2:20    |  |
| 28.            | "You Are My Present"         | 2:54    |  |
| 29.            | "Cloud Day Lake"             | 3:13    |  |
| 30.            | "Love Structure"             | 2:42    |  |
| 31.            | "The land I Lived"           | 3:41    |  |
| 32.            | "Island In The Sun"          | 2:27    |  |
| 33.            | "Peach Flower"               | 2:38    |  |
| 34.            | "Newbie"                     | 1:55    |  |
| 35.            | "Memories Of The Beast"      | 2:30    |  |
| 36.            | "Follow The Heart"           | 2:35    |  |
| 37.            | "Finding My Life Slow"       | 2:41    |  |
| 38.            | "Infinite Moon"              | 2:24    |  |
| 39.            | "Step By Step"               | 1:34    |  |
| 40.            | "Higher Love"                | 2:32    |  |
| 41.            | "The Season Of The Canon"    | 2:39    |  |
| 42.            | "New World"                  | 2:45    |  |
| 43.            | "Rainbow Colors"             | 1:50    |  |
| 44.            | "Perhaps Today"              | 2:40    |  |
| 45.            | "The Lonely Leaf"            | 2:28    |  |
| 46.            | "Waiting For You"            | 2:32    |  |
| 47.            | "Slow Silence"               | 3:44    |  |
| 48.            | "Take To Me"                 | 2:47    |  |
| 49.            | "Wave To Earth"              | 2:28    |  |
| 50.            | "Your Tears Are Innocent"    | 2:53    |  |
| 51.            | "This Summer Days"           | 3:46    |  |
| 52.            | "But Life Goes On"           | 2:44    |  |
| 53.            | "Movement Of Moon"           | 3:19    |  |
| 54.            | "A Letter"                   | 2:34    |  |
| 55.            | "Missed"                     | 2:55    |  |
| 56.            | "I Will Sing"                | 3:00    |  |
| Duração total: | Duração total:               | 2:26:44 |  |

## Audiência
| Temporada | Temporada | Ep. 1 | Ep. 2 | Ep. 3 | Ep. 4 | Ep. 5 | Ep. 6 | Ep. 7 | Ep. 8 | Ep. 9 | Ep. 10 | Ep. 11 | Ep. 12 | Ep. 13 |
| --------- | --------- | ----- | ----- | ----- | ----- | ----- | ----- | ----- | ----- | ----- | ------ | ------ | ------ | ------ |
|           | 1         | 0.787 | 1.247 | 1.356 | 1.854 | 1.252 | 1.861 | 1.361 | 1.995 | 1.696 | 1.935  | 1.612  | 2.097  | 1.588  |

| Ep. | Data de transmissão original | Parcela média de audiência (Nielsen Korea) | Parcela média de audiência (Nielsen Korea) |
| Ep. | Data de transmissão original | Nacional                                   | Seul                                       |
| --- | ---------------------------- | ------------------------------------------ | ------------------------------------------ |
| 1 | 28 de outubro de 2023        | 3.172% (1º)                                | 3.450% (1º)                                |
| 2 | 29 de outubro de 2023        | 5.155% (2º)                                | 5.402% (2º)                                |
| 3 | 4 de novembro de 2023        | 5.557% (1º)                                | 6.177% (1º)                                |
| 4 | 5 de novembro de 2023        | 7.988% (1º)                                | 8.885% (1º)                                |
| 5 | 11 de novembro de 2023       | 5.390% (1º)                                | 6.163% (1º)                                |
| 6 | 12 de novembro de 2023       | 7.933% (1º)                                | 8.887% (1º)                                |
| 7 | 18 de novembro de 2023       | 6.053% (1º)                                | 6.647% (1º)                                |
| 8 | 19 de novembro de 2023       | 8.680% (1º)                                | 9.354% (1º)                                |
| 9 | 25 de novembro de 2023       | 7.315% (1º)                                | 8.369% (1º)                                |
| 10 | 26 de novembro de 2023       | 7.995% (1º)                                | 8.948% (1º)                                |
| 11 | 2 de dezembro de 2023        | 7.285% (1º)                                | 8.140% (1º)                                |
| 12 | 3 de dezembro de 2023        | 9.002% (1º)                                | 9.840% (1º)                                |
| Média | Média                        | 6.794%                                     | 7.522%                                     |
| - Na tabela acima, os números em azul representam a audiência média mais baixa e os números em vermelho representam a audiência média mais alta. - Este drama foi ao ar em um canal a cabo/TV paga que normalmente tem uma audiência relativamente menor em comparação com a TV aberta/emissoras pública (KBS, SBS, MBC e EBS). |                              |                                            |                                            |

## Prêmios e indicações
| Cerimônia de premiação | Ano  | Categoria                                                                              | Nomeado(s)/ Trabalho(s) | Resultado | Ref.   |
| ---------------------- | ---- | -------------------------------------------------------------------------------------- | ----------------------- | --------- | ------ |
| TVING Awards           | 2023 | Lágrima do Ano                                                                         | Castaway Diva           | Venceu    | [ 29 ] |
| APAN Star Awards       | 2023 | Melhor Ator Jovem                                                                      | Moon Woo-jin            | Indicado  | [ 30 ] |
| MAMA Awards            | 2023 | tvN do ano: classificações mais altas para um drama da tvN no segundo semestre de 2023 | Castaway Diva           | Venceu    | [ 31 ] |